# Acmaeodera miliaris
Acmaeodera miliaris är en skalbaggsart som beskrevs av Horn 1878. Acmaeodera miliaris ingår i släktet Acmaeodera och familjen praktbaggar. Inga underarter finns listade i Catalogue of Life.